# Bremer Brücke
Die Bremer Brücke, auch kurz Brücke genannt, ist ein Fußballstadion im Stadtteil Schinkel der niedersächsischen Stadt Osnabrück. Das Stadion ist die Heimspielstätte des VfL Osnabrück. Die Gesamt-Zuschauerkapazität beträgt bis zu 16.098 Plätze, wobei das Stadion bei Heimspielen normalerweise mit 15.741 Zuschauern als ausverkauft gilt.

## Lage und Verkehrsanbindung

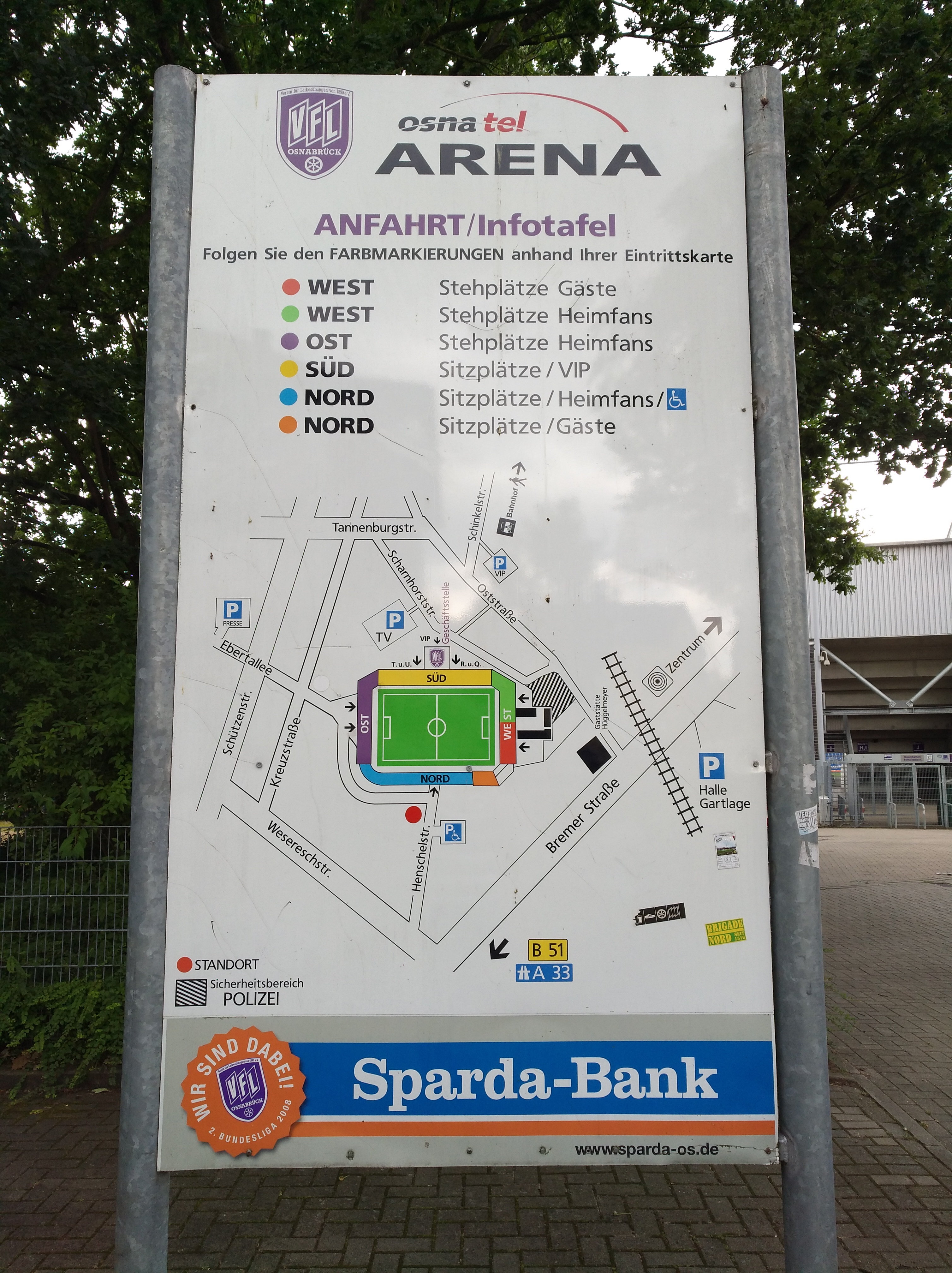
Lageplan mit Umgebung des Stadions

Das Stadion steht am Hannes-Haferkamp-Platz und ist von den Wohnhäusern des Schinkels umgeben. Der nächstgelegene Bahnhof ist der Hauptbahnhof in der Innenstadt in ca. 1,5 km Entfernung. Die gleichnamige Bushaltestelle „Bremer Brücke“, die sich in der Bohmter Straße befindet, wird von der Buslinie M4 (Hellern–Neumarkt–Belm) im 10-Minuten-Takt bedient. An der gleichen Haltestelle halten auch die Regional-Expressbuslinien X273–X276 aus dem und in das nordöstliche Umland. Hinzu kommt im 20-Minuten-Takt die Ringbuslinie 10/20 (Haltestellen „Schützenstraße“ und „Kreuzkirche“), die viele äußere Stadtteile sowie den Hauptbahnhof bedient. An Heimspieltagen werden zusätzlich E-Wagen eingesetzt.
Mit dem Auto ist die Sportstätte über die Autobahn 33 und die Mindener Straße oder die Bremer Straße zu erreichen. Aufgrund der Lage in einem Wohngebiet stehen im direkten Stadionumfeld keine größeren Parkflächen zur Verfügung, an der Südtribüne existiert lediglich ein V.I.P.-Parkplatz für ca. 100 Fahrzeuge. Oft kann jedoch das Außengelände der Halle Gartlage an der Schlachthofstraße zum Parken genutzt werden, das ca. 300 Meter entfernt ist. Die Stellflächen für die Reisebusse der Gästefans befinden sich an der Buerschen Straße in ca. 500 Metern Entfernung.

## Namensgebung und Sponsoring

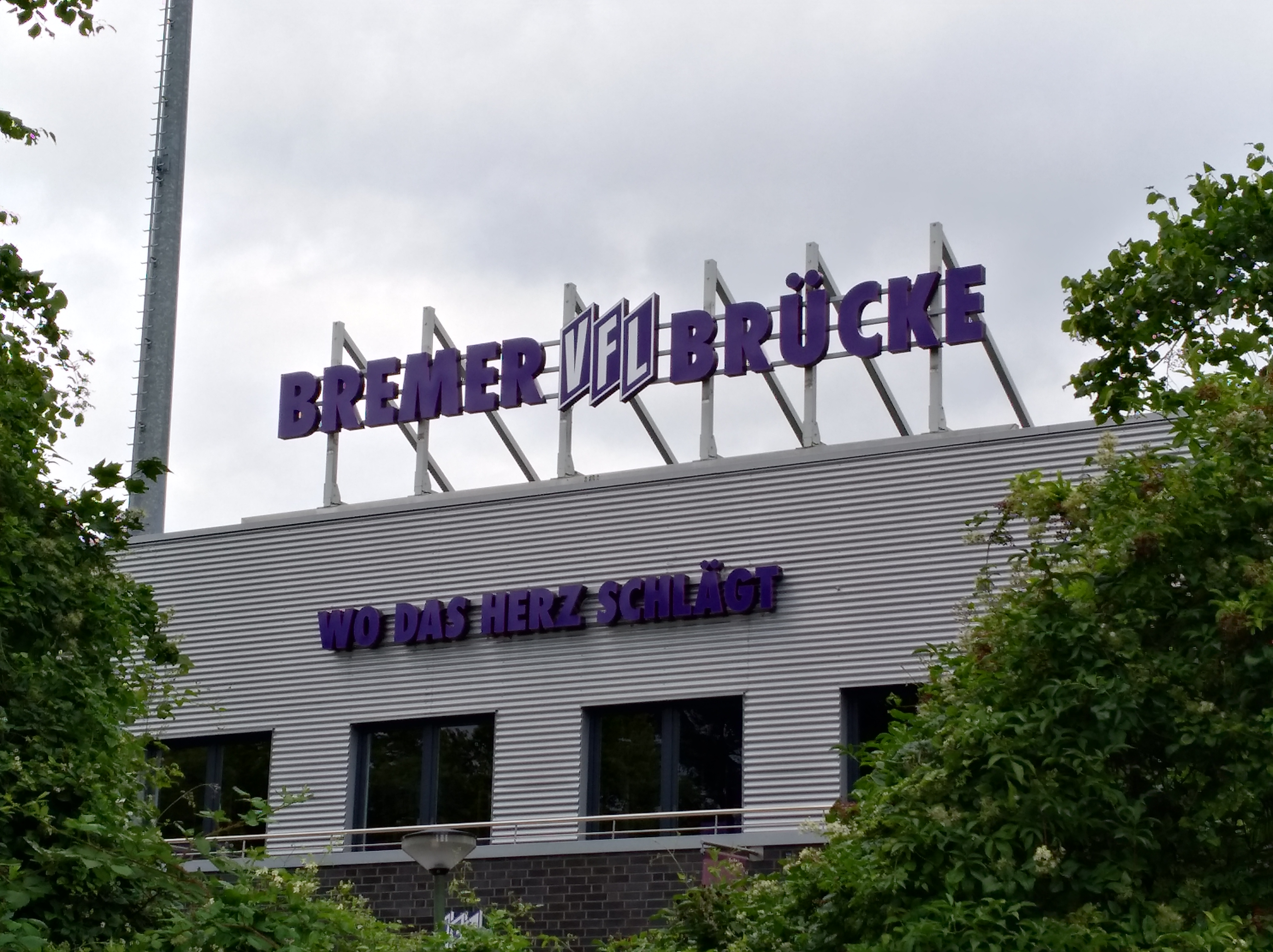
Schriftzug am Stadion

Der ursprüngliche Name war „Kampfbahn Bremer Brücke“, im Volksmund auch einfach nur die „Bremer Brücke“. Dieser Name rührt von der benachbarten Eisenbahnbrücke der Bahnverbindung nach Bremen her, welche die Bremer Straße überquert. Zwischenzeitlich war das Stadion im Eigentum der Stadt Osnabrück („Städtisches Stadion an der Bremer Brücke“), ist mittlerweile jedoch wieder in Vereinshand. 1995 wurden die Namensrechte an die Piepenbrock Unternehmensgruppe unter Leitung des langjährigen Präsidenten und Mäzen des VfL Osnabrück, Hartwig Piepenbrock, verkauft und das Stadion in „Piepenbrock-Stadion an der Bremer Brücke“ umbenannt.
Im Jahr 2004 wurden die Namensrechte durch das Telekommunikationsunternehmen Osnatel erworben, das Stadion erhielt den Namen „Osnatel-Arena“ (eigene Schreibweise: osnatel ARENA). Zum Jahresende 2016 lief der Namensrechtsvertrag mit EWE Tel, mittlerweile Mutterkonzern von Osnatel, aus. Auf der Mitgliederversammlung des VfL Osnabrück am 16. Januar 2017 wurde das neue Sponsoring-Konzept für das Stadion präsentiert. Es trägt demnach zukünftig wieder den traditionellen Namen „Bremer Brücke“, dafür sollen die Tribünen Namen von Sponsoren erhalten. Dies wurde zur Saison 2017/18 umgesetzt: Die Südtribüne mit dem Sponsor Stadtwerke Osnabrück wurde in Stadtwerke Südtribüne, die Nordtribüne mit dem Sponsor Sparkasse Osnabrück in GiroLive Nordtribüne umbenannt.
Zum Ende der Saison 2017/18 wurde vom VfL zunächst bekanntgegeben, den Heimbereich auf der Westkurve aufgrund von zu geringer Auslastung künftig nur noch bei bestimmten Spielen öffnen zu wollen. Nachdem Fans dieses Vorhaben teils stark kritisiert hatten, gab der VfL bekannt, die Entscheidung zu überdenken und eine Lösung zu suchen. Kurz vor Beginn der Saison 2018/19 wurde mit der Deutsche Finetrading AG ein Sponsor für die Westkurve bekanntgegeben, die Tribüne hieß deshalb seitdem DFT-Westkurve und ist weiterhin bei allen Saisonspielen geöffnet. Im November 2020 übernahm die Firma Dieckmann Bauen + Umwelt das Sponsoring für die Tribüne.
Im Juli 2022 wurde die Übernahme eines Stadionsponsorings durch einen Zusammenschluss zunächst acht regionaler Unternehmer als Genossenschaft unter dem Namen Brückenpfeiler bekannt. Parallel zur Vermarktung der Tribünennamen hält die Genossenschaft gegen eine Lizenzgebühr die Namensrechte am Stadion, wobei der Name Bremer Brücke unverändert bleiben soll. Perspektivisch ist außerdem vorgesehen, dass die Genossenschaft gemeinwohlorientierte Projekte finanziert. Das Sponsoring soll für mindestens drei Jahre gelten.

## Eigentumsverhältnisse
Das Stadion an der Bremer Brücke befindet sich im Eigentum der VfL Osnabrück Stadion GmbH & Co. KG (im Vereinsumfeld häufig nur „Stadion-KG“ genannt). Diese Eigentumsgesellschaft befindet sich wiederum zu 95 % im Besitz des Verein für Leibesübungen von 1899 e. V. Osnabrück („VfL Osnabrück“) und zu 5 % im Besitz der Osnabrücker Beteiligungs- und Grundstücksentwicklungsgesellschaft mbH („OBG“), einer Tochtergesellschaft der Stadt Osnabrück. Das Grundstück gehört der Stadt Osnabrück und wird der Stadion-KG per Erbbaurecht zur Verfügung gestellt. Die VfL Osnabrück GmbH & Co. KGaA, die für den Spielbetrieb der Profimannschaft des VfL zuständig ist, nutzt das Stadion über einen Pachtvertrag und ist auch für dessen Betrieb und Instandhaltung verantwortlich.

## Geschichte

### Entstehung und Ausbau
Der erste Spatenstich erfolgte am 21. November 1931. Auf einem Wiesengelände an der Brücke der Eisenbahnlinie nach Bremen baute der SC Rapid Osnabrück, der sich 1925 vom VfL Osnabrück abgespalten hatte, eine Sportstätte mit 9.000 Stehplätzen. Das Stadion wurde nach anderthalbjähriger Bauzeit am 22. Mai 1933 eröffnet. Seit der 1938 von den Nationalsozialisten erzwungenen Wiedervereinigung des SC Rapid mit dem VfL Osnabrück ist das Stadion die Heimspielstätte des VfL. 1939 wurde die Bremer Brücke um eine Sitzplatztribüne für 500 Zuschauer erweitert. Als erste große Partie im neuen Stadion des VfL Osnabrück gilt das Spiel vom 19. November 1939, als die lila-weiße Elf den deutschen Meister FC Schalke 04 vor 13.000 Zuschauern mit 3:2 schlug. Während des Zweiten Weltkrieges wurde das Stadion fast völlig zerstört und der Verein musste bis zum Neubau ins sogenannte Wembleystadion, einen Platz an der Jahnstraße, der von den britischen Soldaten zur Verfügung gestellt wurde, ausweichen.
Am 27. Juli 1946 war die Bremer Brücke wieder aufgebaut und der Spielbetrieb wurde wieder aufgenommen. 1952 wurde das Stadion für das Meisterschaftsspiel gegen den VfB Stuttgart ausgebaut. Ziel war es, die Bremer Brücke in nur 18 Tagen auf 35.000 Plätze zu erweitern. Schließlich waren am 27. April 1952 weit mehr als 35.000 Zuschauer im Stadion, auch wenn offizielle Quellen von 32.500 Besuchern ausgingen. In jenen Jahren konnte der Übergang zwischen der Westkurve und der Nordtribüne aus rechtlichen Gründen nicht errichtet werden. Ein Kleingärtner weigerte sich, sein Grundstück zu verkaufen, und so blieb 35 Jahre lang eine Lücke im Stadion, bis in den 1980er Jahren ein Teil des Grundstücks enteignet wurde.
1969 wurde das Fassungsvermögen der Bremer Brücke aus Sicherheitsgründen auf 28.500 begrenzt. Im Jahr 1968 wurde für die Aufstiegsrunde zur Bundesliga eine provisorische Tribüne errichtet. Das Richtfest für die dreiseitige Sitz- und Stehplatztribüne war 1974. Am 11. Februar 1975 wurde die Flutlichtanlage eingeweiht. Diese Erweiterungen waren nötig, um die Bewerbung des Vereins um einen Platz in der Zweiten Bundesliga zu unterstützen. Im Jahre 2000 wurde die Sitzplatztribüne mit Schalensitzen aus dem alten Leverkusener Stadion ausgerüstet. Im selben Jahr wurde das Presse- und Kommunikationszentrum an der Südtribüne nach einem Jahr Bauzeit fertiggestellt. Dieser Stadionteil, in dem sich auch die Geschäftsstelle befindet, wurde am 23. Juli bei einem Tag der offenen Tür offiziell seiner Bestimmung übergeben.

### 2008 bis 2011: Neubau der Nordtribüne und Modernisierung

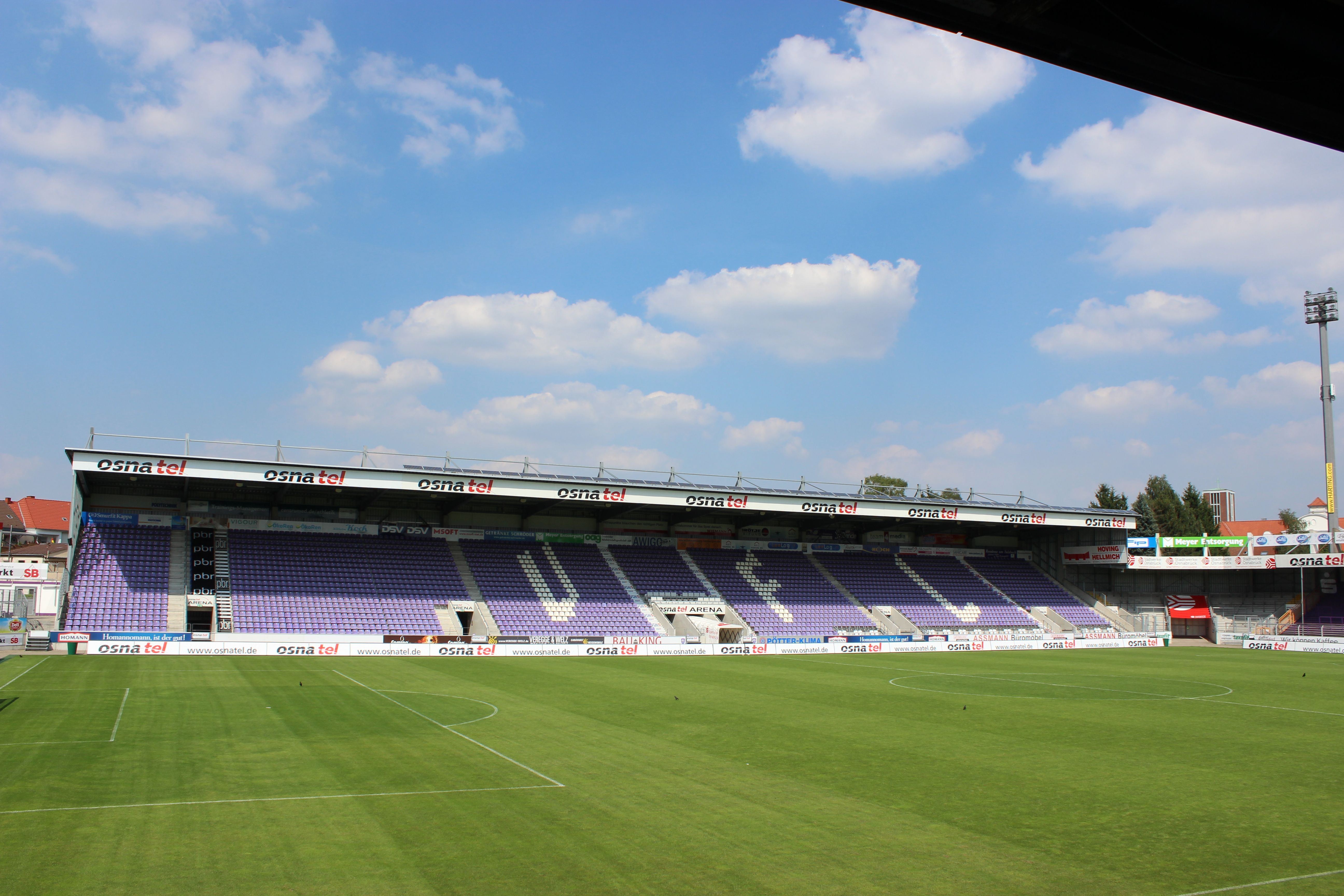
Die neue Nordtribüne im Jahr 2014

Am 2. April 2008 wurde mit dem Abriss der alten Nordtribüne begonnen, die durch eine moderne, überdachte Sitzplatztribüne ersetzt wurde. Im Ligaspiel gegen den SC Freiburg am 22. August 2008 wurde diese zum ersten Mal benutzt. In der „Affenfelsen“ genannten Nordost-Ecke entstanden zudem 750 neue Stehplätze. Die Gesamtkapazität sank dadurch auf 16.130 Plätze, der Anteil der Sitzplätze stieg jedoch auf 5.655, rund 35 Prozent. Das ermöglicht dem VfL höhere Einnahmen pro verkauftem Ticket. Außerdem entstanden an der Südtribüne neue Verwaltungsräume, an der Westkurve wurde der zur Stadt hin gelegene Vorplatz neu gestaltet. Im Innenraum wurden eine Rasenheizung verlegt und zwei je 25 Quadratmeter große LED-Videowände installiert. Die Stadt Osnabrück sorgte für eine Verbindung zwischen dem Außenbereich der Nord- und Ostkurve, sodass man nun beinahe das ganze Stadion zu Fuß umrunden kann. Am 30. Januar 2009 war das Stadion beim Heimspiel des VfL Osnabrück gegen den FC St. Pauli (2:2) erstmals seit dem Umbau ausverkauft.
Das letzte Stück zwischen Nordtribüne und Westkurve konnte zunächst nicht ausgebaut werden, weil sich die Eigentümerin eines dahinter befindlichen Grundstückes aufgrund einer weit zurückliegende Fehde zwischen ihrem inzwischen verstorbenen Ehemann und dem damaligen VfL-Präsidenten Friedel Schwarze jahrzehntelang weigerte, das Grundstück an den VfL zu verkaufen. Erst im Oktober 2010 konnte nach längeren Verhandlungen der Kauf abgeschlossen werden. Im Dezember 2010 begann man mit vorbereitenden Maßnahmen zum weiteren Ausbau des Stadions. Zwei Monate später wurde damit begonnen, das noch unüberdachte Teilstück der Nordtribüne um 503 Sitzplätze zu erweitern und zu überdachen.

### Ausbauplanungen 2010/11
In der Saison 2010/11 bestanden konkrete Planungen, in der noch freien Nord-West-Ecke des Stadions einen V.I.P.-Turm zu bauen, der mit zwölf Lounges für jeweils zwölf Personen auf insgesamt vier Stockwerken hätte aufwarten können. Zusätzlich sollte eine Fankneipe hinter der Ostkurve gebaut werden. Der Verein plante hierfür ca. 2 Millionen Euro ein. Außerdem war geplant, die West- und die Ostkurve auszubauen, wodurch die Kapazität des Stadions (wieder) auf ca. 20.000 Zuschauer steigen sollte. Bei vielen VfL-Fans war vor allem das ungewöhnliche Design des V.I.P.-Turms umstritten. Die Form des Turms wurde gewählt, da eine gewöhnliche Tribüne in diesem Bereich aufgrund der Nähe zu den umstehenden Wohnhäusern nicht hätte gebaut werden können. Die Baumaßnahmen sollten direkt nach Abschluss der Fertigstellung des letzten Teilstücks der Nordtribüne beginnen, jedoch konnten nicht rechtzeitig genügend Lounges vermietet werden, sodass der Baubeginn für das Projekt zunächst verschoben wurde. Nach dem Abstieg des VfL in die 3. Liga am Ende der Saison 2010/11 wurde von den Ausbauplänen bis auf weiteres Abstand genommen.

### Jüngere Entwicklung
Zur Saison 2015/16 fanden kleinere Sanierungsarbeiten in der Arena statt. So wurden die Toiletten in der Ostkurve erneuert und der Eingang zum Gästeblock überarbeitet. 2016 wurde das Stadion erstmals mit LED-Werbebanden ausgestattet.
In der Winterpause 2018/19 erfolgte die Sanierung der Sanitäranlagen in der Westkurve und die Installation eines elektronischen Einlassystems an allen Stadioneingängen. Durch eine Umstellung des Kassensystems ist an den Imbissständen seitdem die Zahlung per Karte möglich.

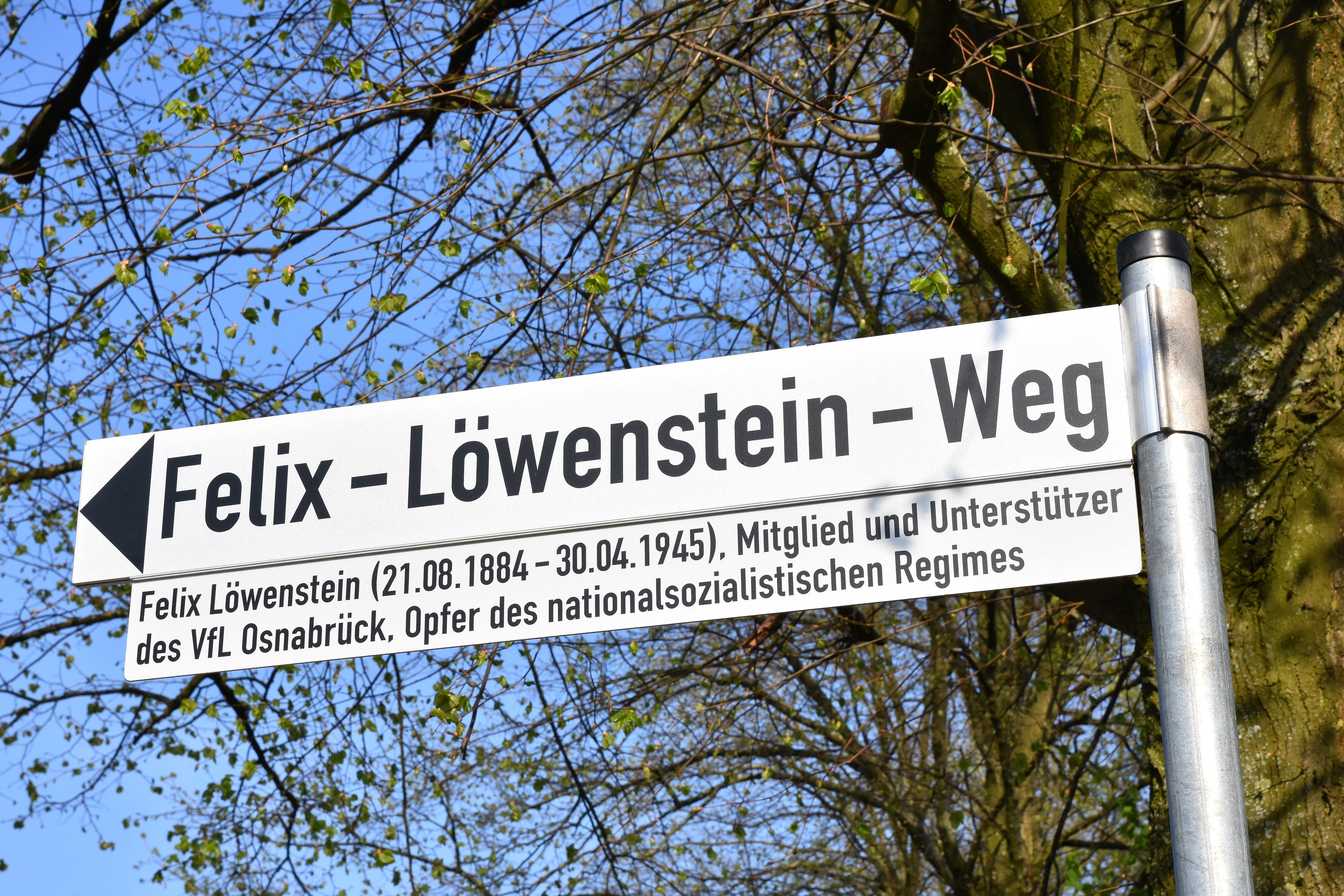
Schild des Felix-Löwenstein-Wegs hinter der Nordtribüne

Am 17. April 2019, dem 120. Jahrestag der Gründung des Vereins, wurde der Vorplatz der Geschäftsstelle an der Südtribüne in Hannes-Haferkamp-Platz umbenannt. Der Fußweg zwischen Nord- und Osttribüne wurde gleichzeitig in Felix-Löwenstein-Weg getauft. Felix Löwenstein war ein jüdischer Viehhändler und Schlachtermeister, der Spielausschussobmann beim VfL war. Er starb am 30. April 1945 im Konzentrationslager Sandbostel.
Der Aufstieg des VfL in die 2. Fußball-Bundesliga im Jahr 2019 machte eine Anpassung der Bremer Brücke an die aktuellen DFL-Anforderungen erforderlich. Aufgrund dessen wurden in der Sommerpause 2019 u. a. die Pressesitzplätze auf der Nordtribüne umpositioniert und erweitert, die Gäste-Sitzplätze von der Nordtribüne auf die Westkurve verlegt sowie das neu eingeführte Videoassistenzsystem installiert. Im September/Oktober 2019 wurde der Vorplatz vor der Ostkurve erweitert, indem der eingezäunte Grashügel eingeebnet und gepflastert wurde. In diesem Bereich wurden neue Toilettencontainer aufgestellt. In der Sommerpause 2020 erfolgte die Aufrüstung des Flutlichts von 800 auf die von der DFL vorgeschriebenen 1200 Lux durch Installation zusätzlicher Scheinwerfer auf den bestehenden Masten, die Erneuerung der Videoüberwachungsanlage sowie die Ertüchtigung der Spielfelddrainage. Finanziert wurden die Maßnahmen größtenteils von der Stadt Osnabrück, die über die städtische Tochter OBG eine verzinsliche Rücklage in Höhe von 3,2 Mio. Euro in die Stadion-KG einbrachte. Nach der Erstattung der Umsatzsteuer zahlte die Stadion-KG rund 600.000 Euro an die OBG zurück, womit dem VfL rund 2,6 Mio. Euro an öffentlichen Geldern für Planungs- und Baumaßnahmen zur Verfügung standen. Spielt der VfL in der 2. Bundesliga, erhält die Stadt Osnabrück eine Pacht in Höhe von 20 % der Ticketerlöse, was jährlich rund 600.000 Euro entsprechen soll. In der 3. Liga beläuft sich die Pacht auf 7,5 % der Einnahmen, mindestens aber 65.000 Euro.
Vor dem Hintergrund der COVID-19-Pandemie schaffte der VfL die Bezahlmöglichkeit mit Bargeld ab, sodass seitdem bei Heimspielen im gesamten Stadion nur noch Kartenzahlung möglich ist. Im Januar 2023 erfolgte die Umstellung der Getränkestände in allen Stadionbereichen von Einweg- auf Mehrwegbecher. In der Sommerpause 2023 wurden die Cateringstände in der Westkurve ausgebaut sowie die beiden LED-Anzeigetafeln erneuert.
Am 25. April 2024 wurden während einer gutachterlichen Prüfung der von Holzleimbindern getragenen Dachkonstruktion über der Ostkurve der Bremer Brücke akute strukturelle Mängel festgestellt. Daraufhin begann der VfL Osnabrück mit kurzfristigen Sicherungsmaßnahmen, um die Bespielbarkeit des Stadions zu gewährleisten. Nach einem Ortstermin erließ die Stadt Osnabrück am 30. April 2024 jedoch aus Sicherheitsgründen eine Nutzungsuntersagung für das gesamte Stadion. Das folgende Heimspiel des VfL gegen den FC Schalke 04 am 32. Spieltag der laufenden Saison wurde daraufhin in das Millerntor-Stadion in Hamburg verlegt. Am 8. Mai hob die Stadt Osnabrück die Nutzungsuntersagung bis auf die Ostkurve wieder auf. Nach der teilweisen Abtragung des mit Asbestplatten eingedeckten Dachs, der Wiederinstallation der notwendigen technischen Einrichtungen und der gutachterlichen Abnahme wurde am 16. Mai auch die Ostkurve wieder freigegeben.
In der Sommerpause 2024 wurden auch die restlichen noch verbliebenen Dachelemente über der Ostkurve entfernt und die Katakomben unter der Tribüne gegen Regen abgedichtet.
Außerdem wurden einzelne Dachträger auf der Süd- und Westtribüne verstärkt, Fahrradbügel an der Ostkurve installiert und der Medien- und VIP-Parkplatz eingezäunt.

### Ausblick
Nach dem Wiederaufstieg in die 2. Bundesliga im Jahr 2019 gab der VfL eine Machbarkeitsstudie in Auftrag, um zu klären, welche Modernisierungs- und Ausbaumaßnahmen an der Bremer Brücke möglich wären, damit die Zweitligatauglichkeit des Stadions langfristig gesichert werden kann.
Auf der Jahreshauptversammlung des Vereins am 17. November 2019 wurden konkrete Maßnahmen genannt, mit denen die Bremer Brücke zweitligatauglich gemacht werden kann. Ost- und Westkurve sollen demnach aufgestockt und auf die Höhe der Nordtribüne gebracht werden, die Südtribüne soll ein neues Dach erhalten. Ferner sollen im Bereich der Westkurve Logen und Funktionsgebäude entstehen und hinter der Ostkurve ein Fantreff eingerichtet werden. Hierzu müssten Emissionsgutachten erstellt, der Bebauungsplan geändert und die Finanzierung geklärt werden. Diese vorbereitenden Maßnahmen sollten ursprünglich Anfang 2020 abgeschlossen sein, um zeitnah mit konkreten Umbauplanungen beginnen zu können. Mit der aufkommenden Covid-19-Pandemie und dem Abstieg des VfL zurück in die 3. Liga 2021 verloren die Planungen jedoch zunächst an Dringlichkeit.
Das in Auftrag gegebene Gutachten bestätigte 2021 grundsätzlich die Machbarkeit des skizzierten „Vollumbaus“. Als Alternative zum Umbau wurde ein Stadionneubau in dem Bereich um die Halle Gartlage, und damit in direkter Nachbarschaft zum bisherigen Standort, gehandelt. Seit der geklärten Machbarkeit des Umbaus wird ein Stadionneubau seitens des Vereins jedoch nicht mehr in Betracht gezogen.
Im Juli 2024 informierte der VfL Osnabrück über die weiteren Planungen zum Stadionumbau. Demnach plane man nun mit einem Umbau innerhalb der Grenzen des bestehenden Bebauungsplanes, da dies schneller umsetzbar ist und man so Bestandsrechte im Baurecht nutzen könne, die bei einer Änderung des Bebauungsplanes wegfielen. Eine Konsequenz dieses Vorgehens sei jedoch, dass nur eine geringe bis keine Steigerung der Gesamtzuschauerkapazität möglich ist. Durch eine Steigerung des Anteils der Sitz- und VIP-Plätze von derzeit ca. 40 % auf ca. 50 % soll aber die Wettbewerbsfähigkeit verbessert werden. Die Ostkurve soll künftig 7000 Stehplätze fassen, der Erhalt von Heimstehplätzen in der Westkurve werde als Option geprüft. Die bisher an die Südtribüne angegliederte Geschäftsstelle soll zum neuen Trainingszentrum an die Weberstraße verlagert werden, um den frei werdenden Platz für die VIP-Bewirtung nutzen zu können. Umgesetzt werden soll das Vorhaben durch einen schrittweisen Neubau der Ost-, West- und Südtribüne bis 2030.
Für den Erhalt des Standortes sowie der Atmosphäre des Stadions im Rahmen der Umbauplanungen setzt sich eine Faninitiative ein.

## Kapazität und Tribünen
Das Stadion verfügte nach der endgültigen Fertigstellung der Nordtribüne im Jahr 2011 über 16.667 Plätze. Diese teilten sich auf in 10.475 Stehplätze (davon 9730 überdacht) und 6192 Sitzplätze (davon 5155 überdacht). Für die Saison 2019/20 wurde eine maximale Kapazität von 16.100 angegeben, davon fielen 1.700 Plätze auf den Gästebereich. Die Differenz ergibt sich aus den vor der Saison getätigten Umbauten im Stadioninnenraum. Bei Risikospielen wird die Kapazität aus Sicherheitsgründen begrenzt. Seit der Saison 2022/23 wird die Gesamtkapazität mit 16.098 angegeben, wobei aufgrund von Pufferzonen bei normalen Heimspielen in der Regel nicht mehr als 15.741 Plätze verkauft werden können. Die Nord-, West- und Südtribüne sind überdacht, allerdings sind die Dächer der West- und Südtribüne zu kurz, sodass jeweils die vordersten Reihen nicht als überdacht gelten.
Von Süden ausgehend gliedert sich das Stadion entgegen dem Uhrzeigersinn in folgende Bereiche:
- Die Südtribüne ist eine reine Sitzplatztribüne mit einem Familienblock, der V.I.P.-Tribüne, den V.I.P.-Lounges sowie der Sprecherkabine. An die Tribüne ist ein Verwaltungsgebäude angegliedert, das die Geschäftsstelle des VfL Osnabrück und einen Fanshop beherbergt. Am Dach der Süd-Ost-Ecke ist eine der beiden Videowände des Stadions angebracht.
- Die Ostkurve ist eine reine Stehplatztribüne mit dem Fanblock des VfL, Gästefans haben keinen Zutritt.
- In der Nord-Ost-Ecke befindet sich der Stehplatzbereich Affenfelsen.
- Die 2008 eröffnete Nordtribüne ist eine Sitzplatztribüne mit dem Pressebereich, einem weiteren Familienblock sowie den so genannten Firmenboxen. Diese werden von Sponsoren gemietet, deren Mitarbeiter sich z. B. während des Spiels Speisen und Getränke am Platz servieren lassen können. Auch die Umkleiden und Räumlichkeiten der Spieler sind in die Tribüne integriert. Seit 2018 ist außerdem die Joe Enochs Kindertribüne auf der Nordtribüne beheimatet, nachdem diese zuvor Teil der Westkurve war. Kinder im Alter von 5 bis 12 können hier ohne Eltern, jedoch unter Aufsicht, das Spiel verfolgen.
- Die Nord-West-Ecke des Stadions gehörte zur alten Nordtribüne. Mittlerweile wird der Bereich nicht mehr regulär für Zuschauer genutzt, sondern dient als Pufferzone. Hier ist die zweite Videowand installiert.
- Die Westkurve ist durch den alten Spielertunnel zweigeteilt: Im Nordteil der Tribüne befindet sich der Gästeblock mit Steh- und Sitzplätzen, während sich auf dem Südteil Stehplätze für Heimfans befinden. An die Tribüne angegliedert sind die ehemaligen Umkleideräume der Spieler, heute werden die Räumlichkeiten als Betriebsgebäude genutzt.

## Sonstige Nutzung
Neben den Heimspielen des VfL Osnabrück wurden an der Bremer Brücke auch Fußballspiele ohne Beteiligung des VfL ausgetragen.

### Länderspiele

#### Frauen-Länderspiele
An der Bremer Brücke wurden bisher neun Länderspiele der Deutschen Frauen-Fußballnationalmannschaft ausgetragen. Das wichtigste war das Endspiel bei der Europameisterschaft 1989 gegen Norwegen, das mit 4:1 gewonnen wurde. 23.000 Zuschauer sahen das Spiel in Osnabrück, ein bis zum 22. April 2009 gültiger Rekord für ein Heimspiel der deutschen Nationalelf.
| Datum         | Gegner              | Ergebnis | Spielart                        |
| ------------- | ------------------- | -------- | ------------------------------- |
| 10. Mai 1989  | Dänemark            | 1:0      | Freundschaftsspiel              |
| 02. Juli 1989 | Norwegen            | 4:1      | Endspiel der EM 1989            |
| 27. Okt. 1994 | Russland            | 4:0      | EM-Viertelfinale (Rückspiel)    |
| 16. Juli 2000 | Volksrepublik China | 1:3      | Turnier „100 Jahre DFB“         |
| 21. Apr. 2005 | Kanada              | 3:1      | Freundschaftsspiel              |
| 03. Juni 2011 | Italien             | 5:0      | Freundschaftsspiel              |
| 08. Mai 2014  | Slowakei            | 9:1      | Qualifikationsspiel zur WM 2015 |
| 12. Apr. 2016 | Kroatien            | 2:0      | Qualifikationsspiel zur EM 2017 |
| 10. Nov. 2018 | Italien             | 5:2      | Freundschaftsspiel              |

#### Nachwuchs-Länderspiele
An der Bremer Brücke wurden Spiele der Deutschen Nachwuchsnationalmannschaften der Herren ausgetragen, am häufigsten der U-21-Nationalmannschaft. Das bedeutendste war das Viertelfinal-Hinspiel im Rahmen der U-21-Fußball-Europameisterschaft 1996 gegen Frankreich, das vor 20.000 Zuschauern 0:0 endete.
| Datum         | Mannschaft       | Gegner           | Ergebnis | Spielart                        |
| ------------- | ---------------- | ---------------- | -------- | ------------------------------- |
| 27. Mär. 1984 | Deutschland U-21 | Sowjetunion U-21 | 1:1      | Freundschaftsspiel              |
| 30. Apr. 1991 | Deutschland U-21 | Belgien U-21     | 3:1      | Qualifikationsspiel zur EM 1992 |
| 15. Dez. 1992 | Deutschland U-21 | Spanien U-21     | 1:2      | Qualifikationsspiel zur EM 1994 |
| 13. Mär. 1996 | Deutschland U-21 | Frankreich U-21  | 0:0      | EM-Viertelfinale (Hinspiel)     |
| 18. Nov. 2008 | Deutschland U-21 | Italien U-21     | 1:0      | Freundschaftsspiel              |
| 29. Feb. 2012 | Deutschland U-18 | Niederlande U-18 | 1:0      | Freundschaftsspiel              |
| 12. Nov. 2015 | Deutschland U-20 | Italien U-20     | 0:2      | Freundschaftsspiel              |
| 05. Sep. 2017 | Deutschland U-21 | Kosovo U-21      | 1:0      | Qualifikationsspiel zur EM 2019 |
| 03. Jun. 2022 | Deutschland U-21 | Ungarn U-21      | 4:0      | Qualifikationsspiel zur EM 2023 |

### DFB-Pokalspiele
Vereine, die am DFB-Pokal teilnahmen, jedoch selbst nicht über eine geeignete Spielstätte verfügten, wichen schon mehrmals für einzelne Spiele an die Bremer Brücke aus:
| Datum         | Pokalsaison | Runde         | Heimmannschaft      | Ergebnis | Auswärtsmannschaft       | Zuschauer |
| ------------- | ----------- | ------------- | ------------------- | -------- | ------------------------ | --------- |
| 16. Aug. 1952 | 1952/53     | Vorrunde      | Eintracht Osnabrück | 1:2      | Preußen Dellbrück        | 02.500    |
| 12. Aug. 1994 | 1994/95     | 1. Runde      | Sportfreunde Oesede | 1:6      | Karlsruher SC            | 13.000    |
| 5. Aug. 2013  | 2013/14     | 1. Runde      | BSV Rehden          | 0:5      | FC Bayern München        | 15.000    |
| 14. März 2017 | 2016/17     | Viertelfinale | Sportfreunde Lotte  | 0:3      | Borussia Dortmund        | 15.780    |
| 30. Aug. 2018 | 2018/19     | 2. Runde      | SV Rödinghausen     | 1:2      | FC Bayern München        | 16.000    |
| 11. Aug. 2023 | 2023/24     | 1. Runde      | TuS Bersenbrück     | 0:7      | Borussia Mönchengladbach |           |

### Sonstige Spiele in DFB-Wettbewerben
Am 31. Juli 1991 wurde an der Bremer Brücke das einzige DFB-Supercup-Halbfinalspiel der Geschichte zwischen dem Sieger des DFB-Pokals, Werder Bremen, und dem Finalisten des FDGB-Pokals der DDR, dem Eisenhüttenstädter FC Stahl, ausgetragen. Vor 4000 Zuschauern konnten die Bremer die Partie mit 1:0 für sich entscheiden.
Am 22. Juli 1997 wurde an der Bremer Brücke das Halbfinalspiel im DFB-Ligapokal 1997 zwischen VfB Stuttgart und dem Karlsruher SC ausgetragen, die Partie vor 10.000 Zuschauern endete 3:0. Zwei Jahre später fand dort am 11. Juli das Vorrundenspiel im DFB-Ligapokal 1999 zwischen Hertha BSC und Borussia Dortmund statt, es ging vor 11.000 Zuschauern 1:2 aus.

## Galerie

Außenbereich
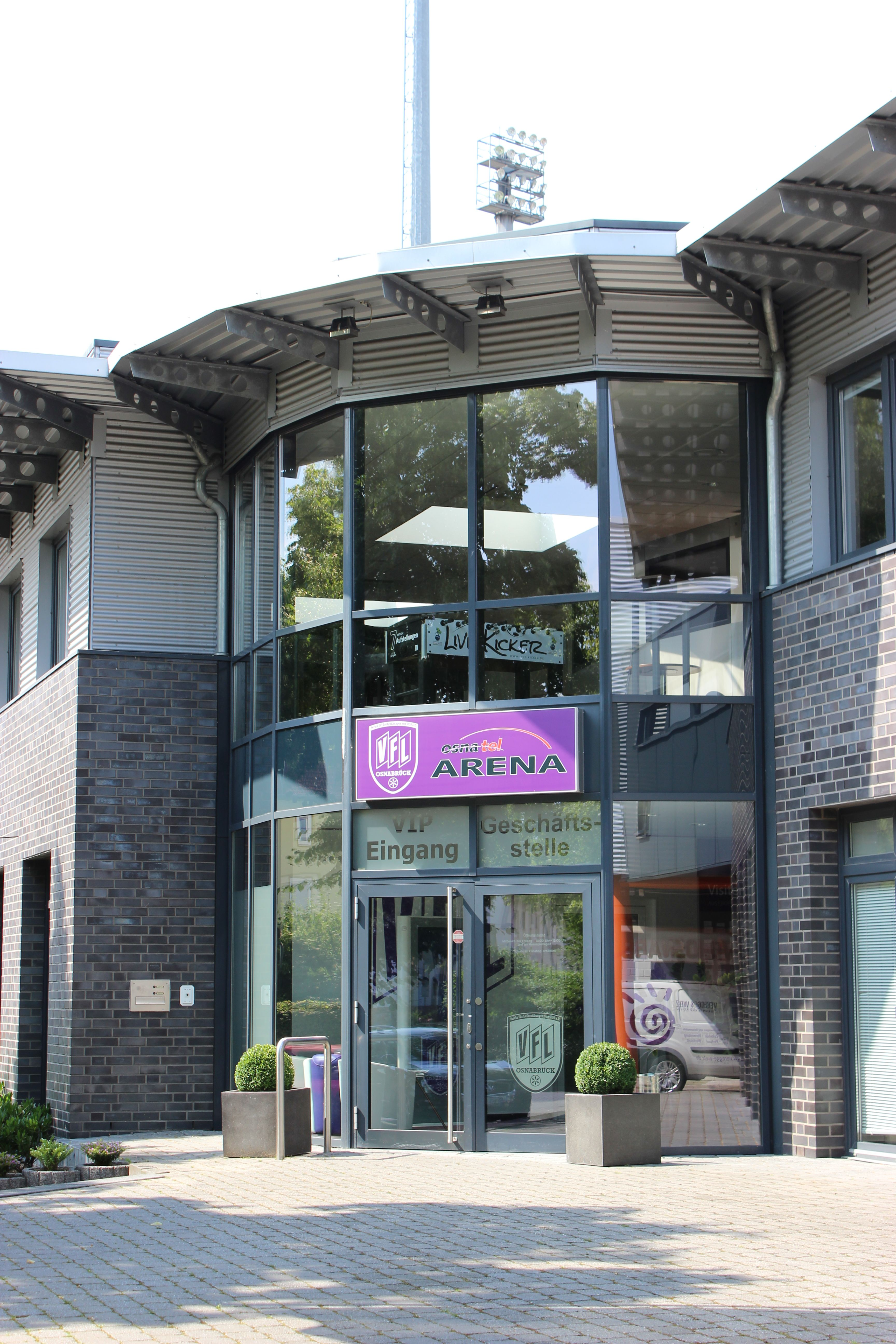
Eingang der Geschäftsstelle und des V.I.P.-Bereichs hinter der Südtribüne
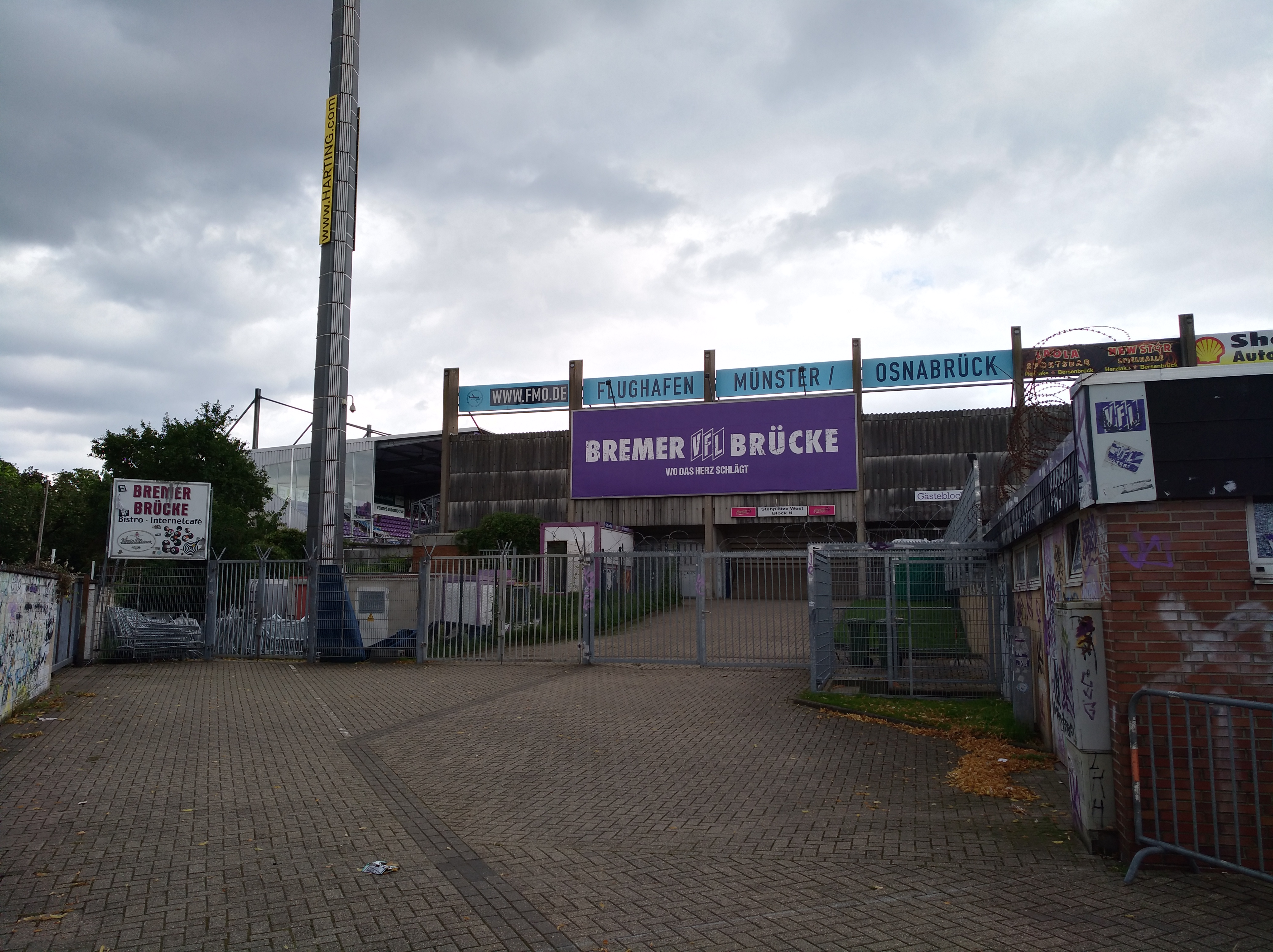
Gästeeingang
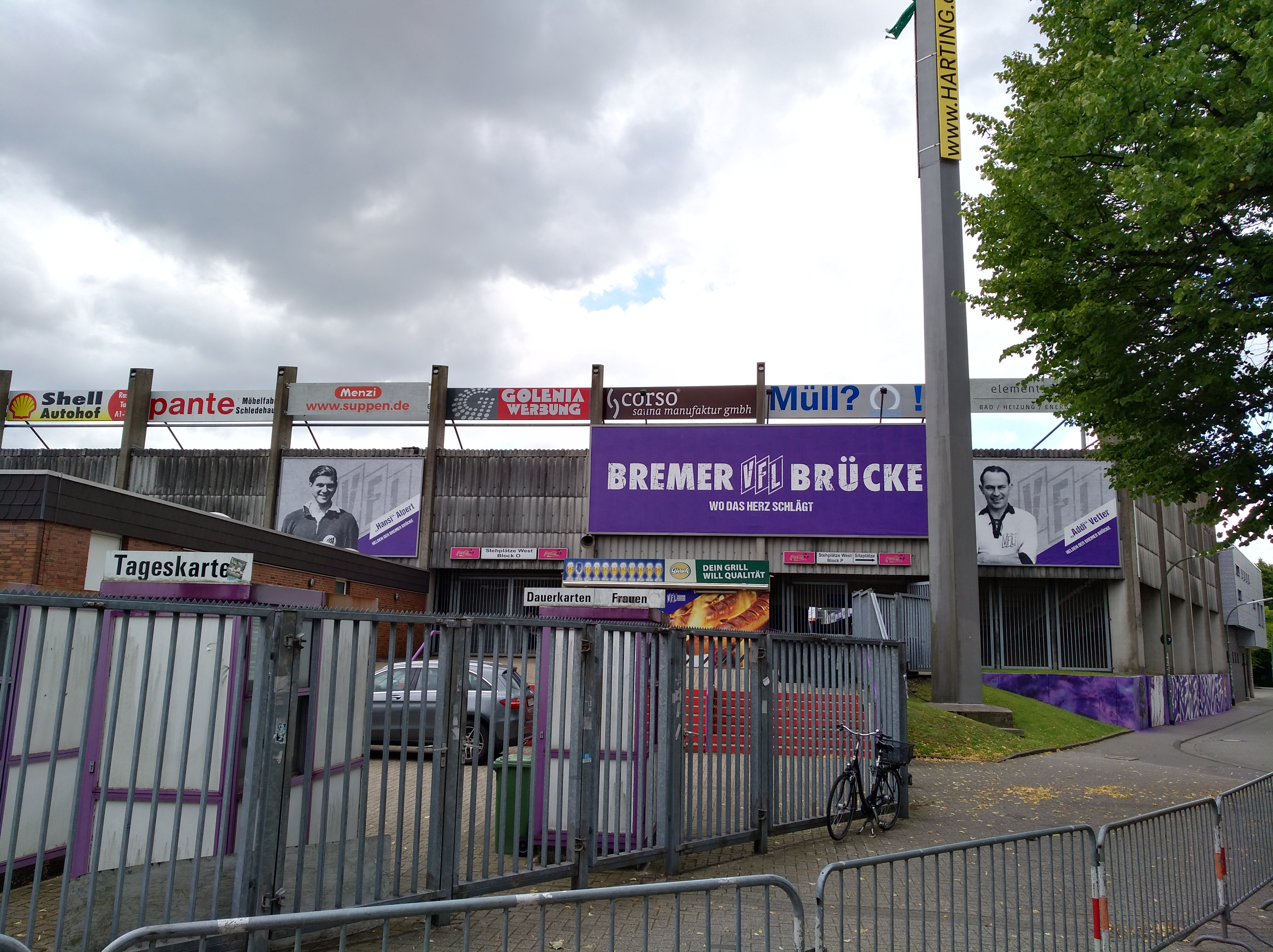
Eingang zur Westkurve
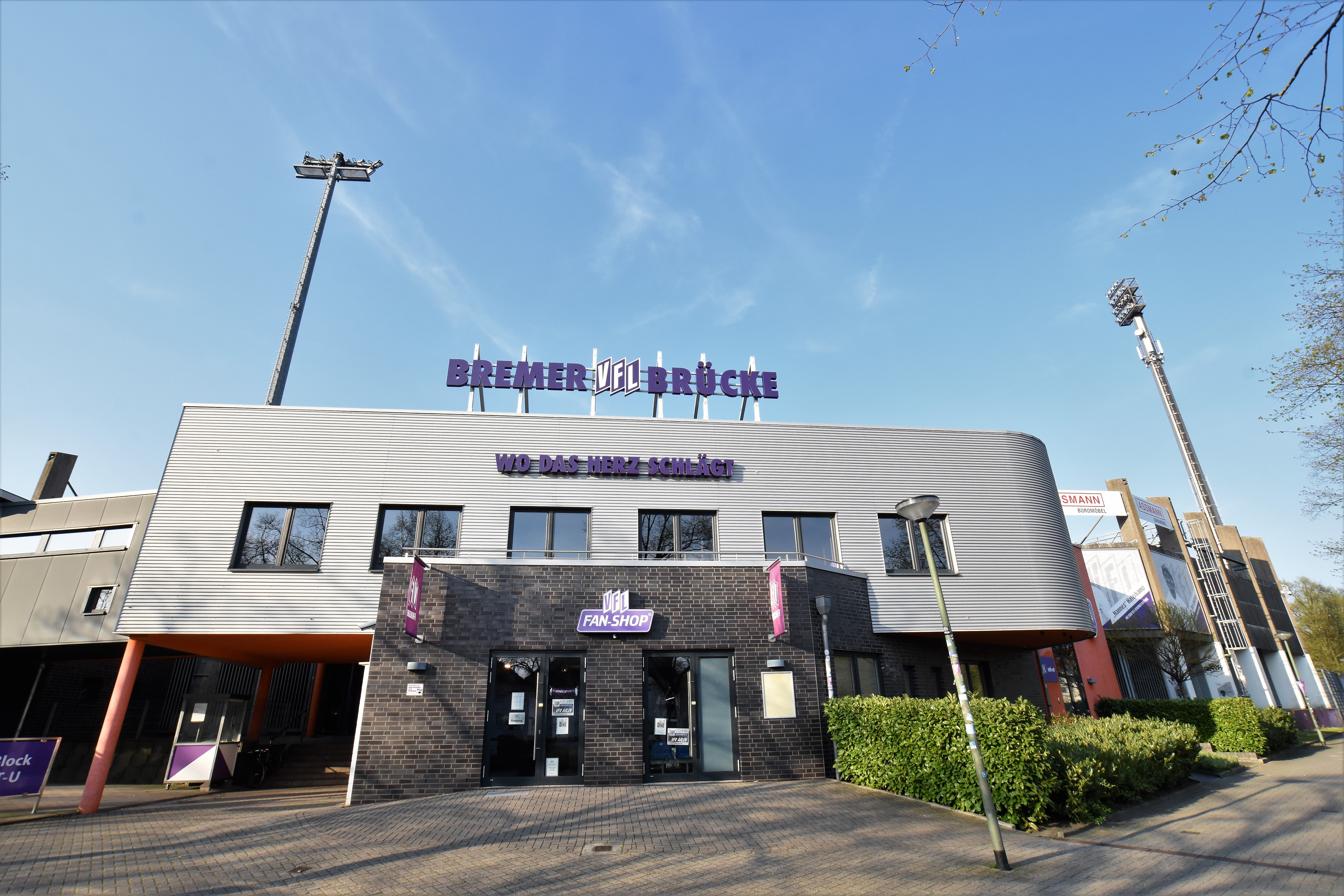
Fanshop auf der Südseite
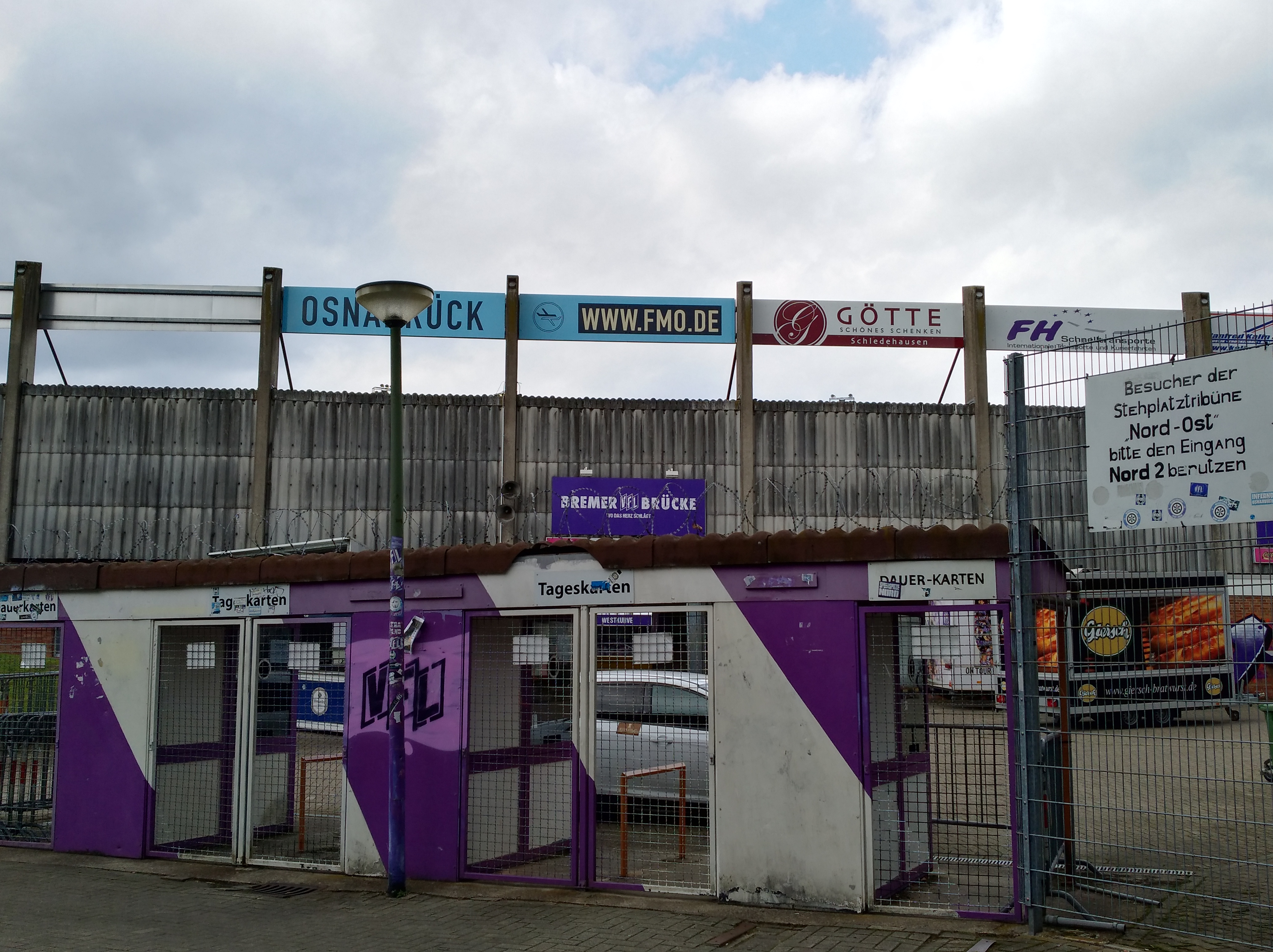
Eingang zur Ostkurve
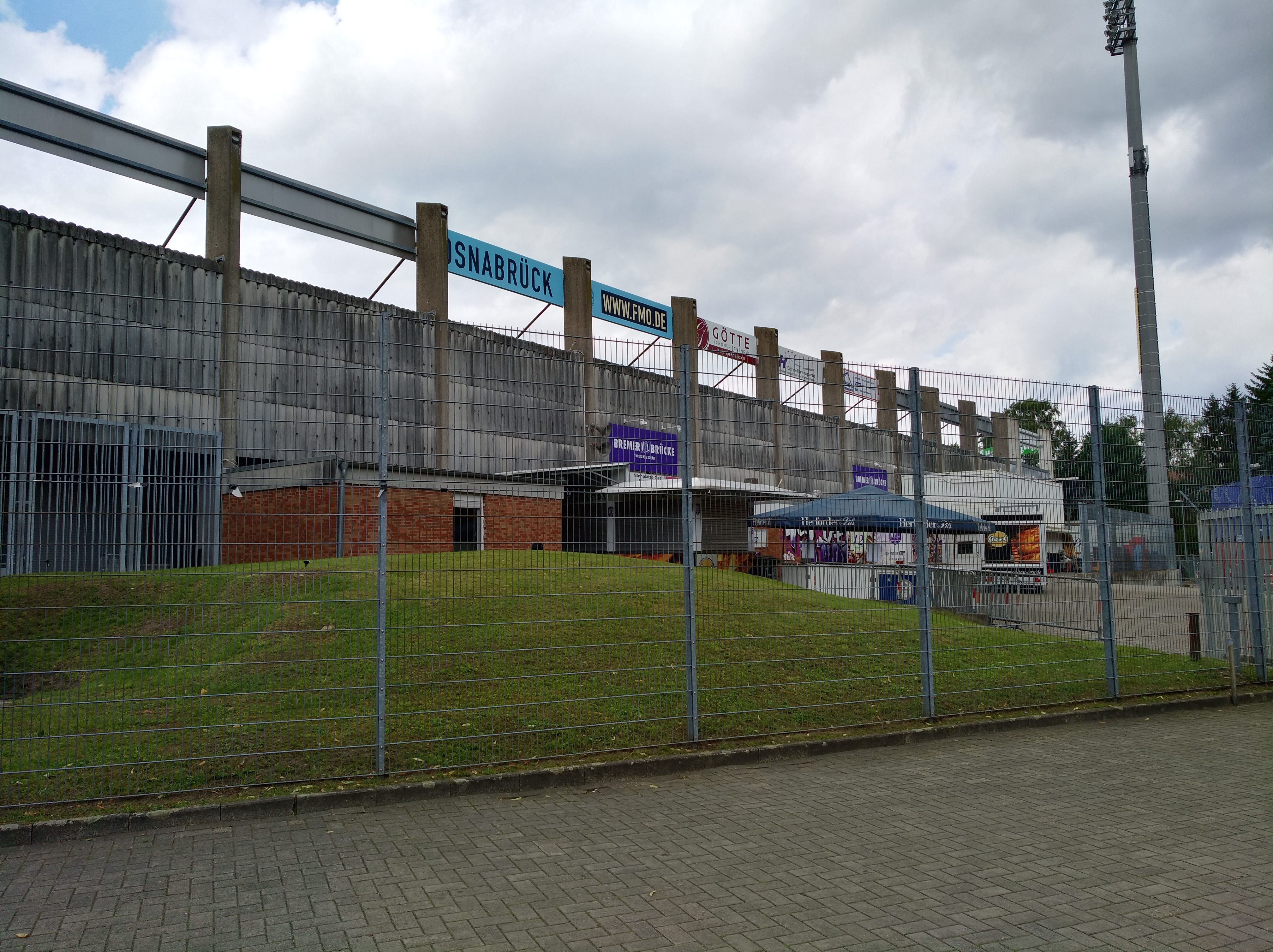
Bereich vor der Ostkurve
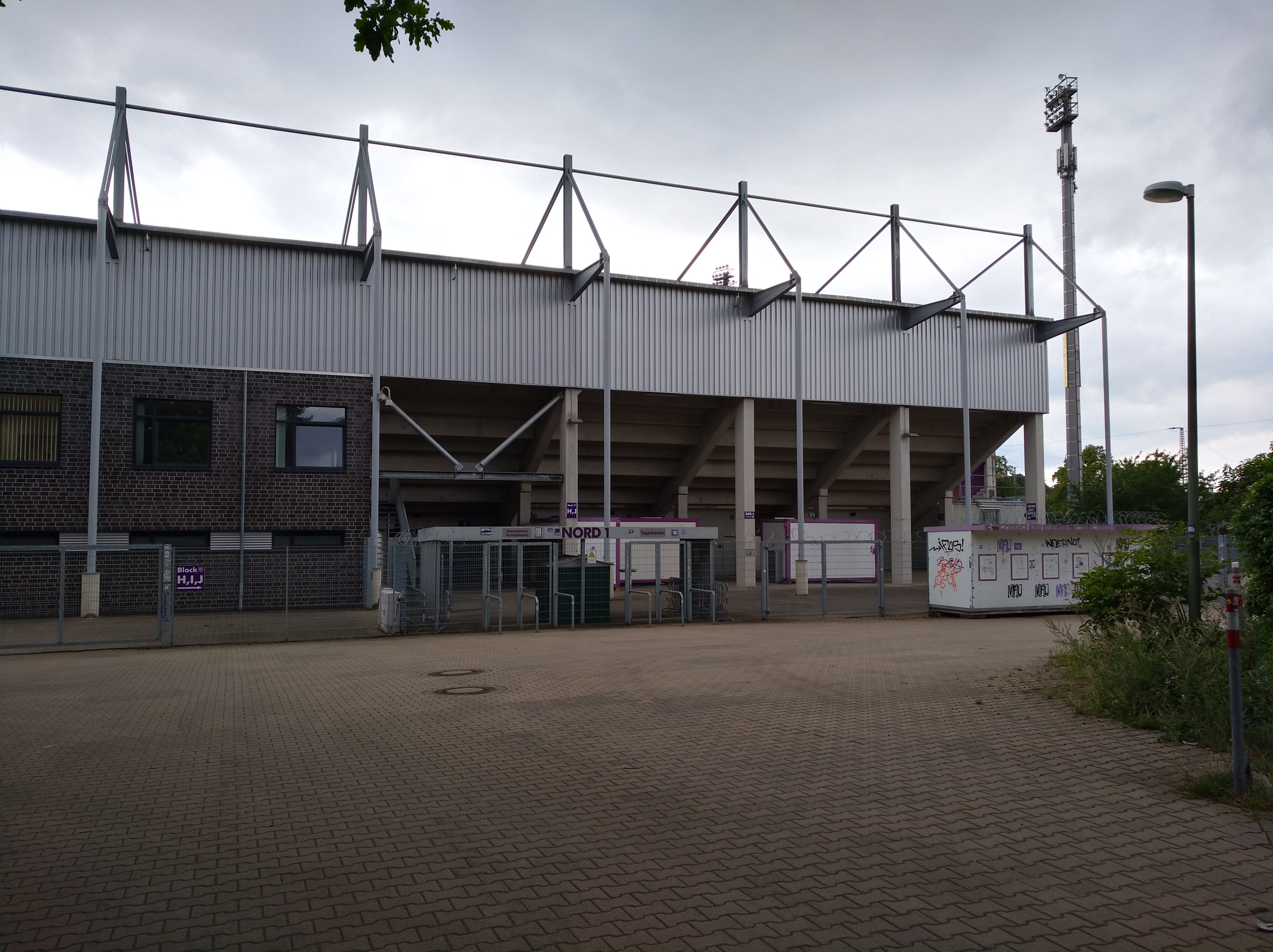
Eingang Nord 1
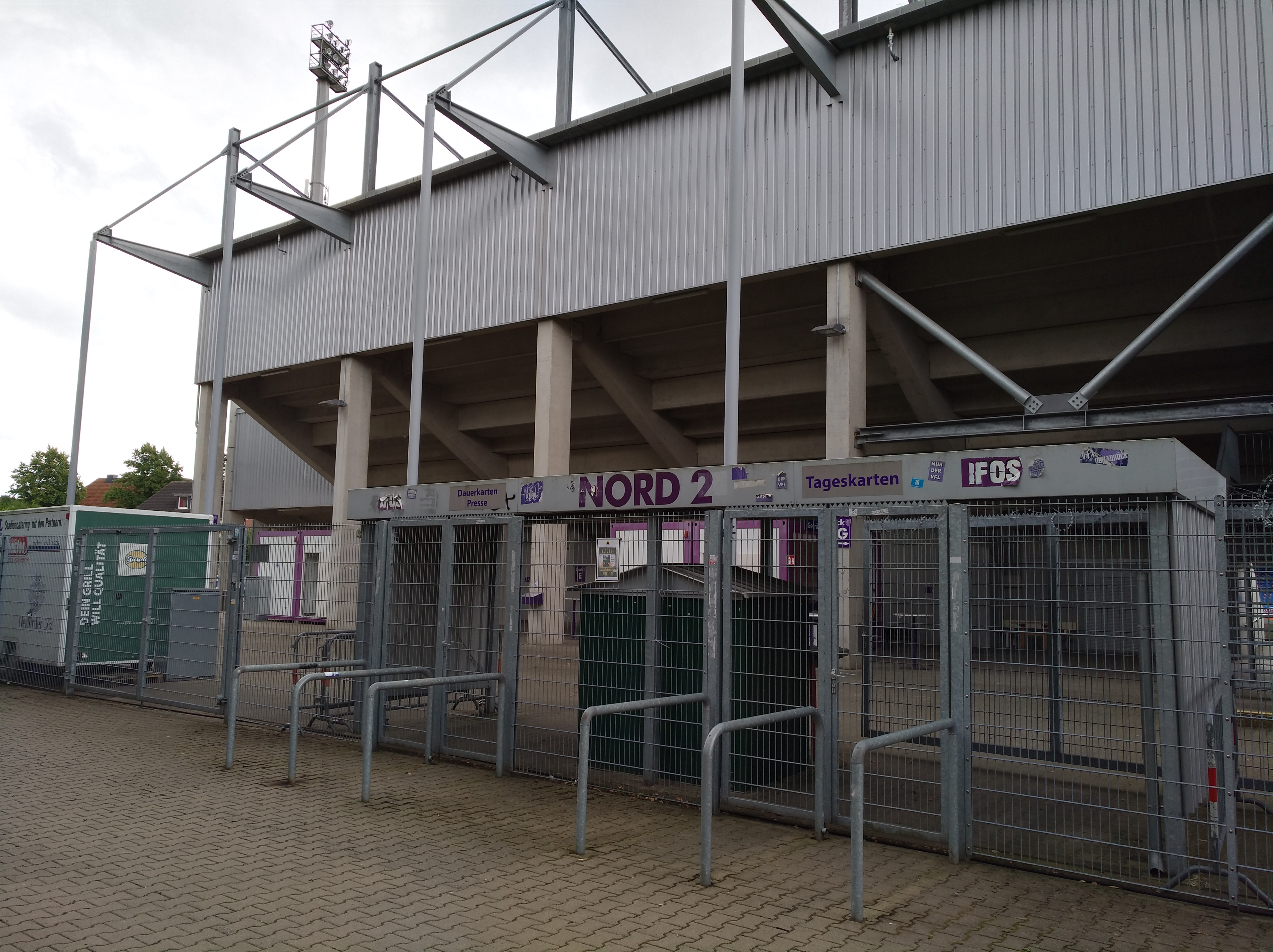
Eingang Nord 2
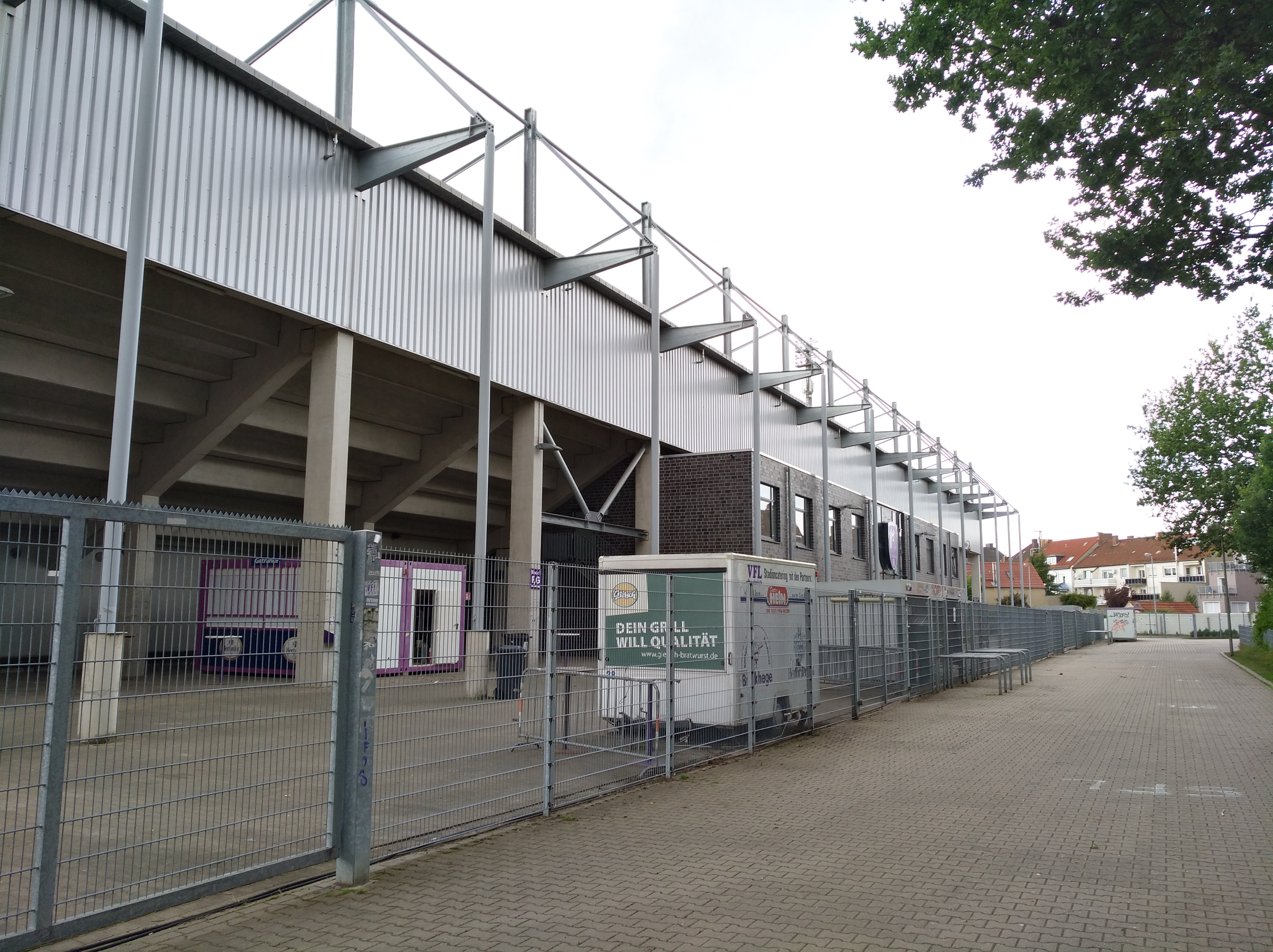
2008 eröffnete Nordtribüne

Innenbereich
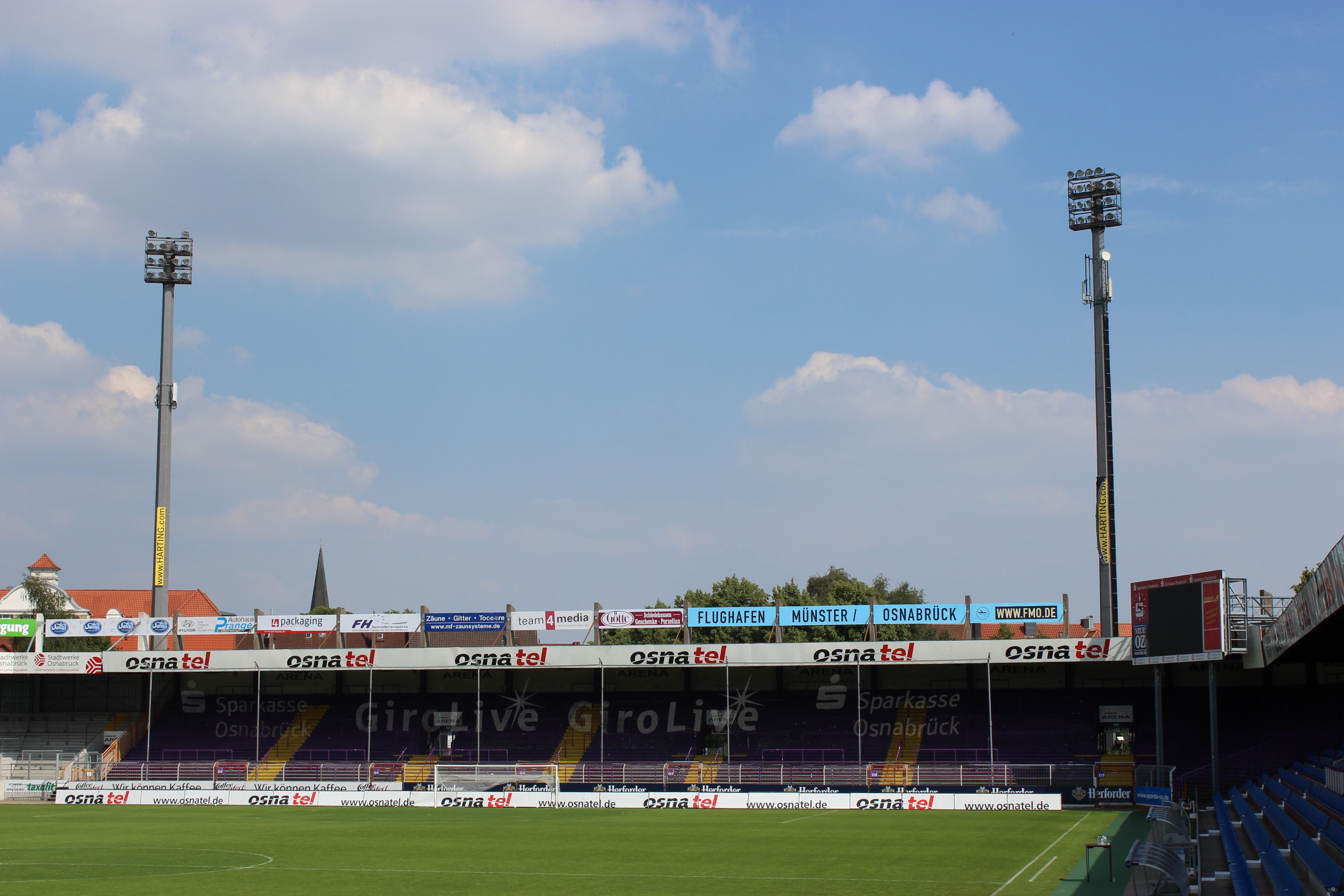
Ostkurve, der Bereich der Fanclubs; rechts oben eine der Videowände
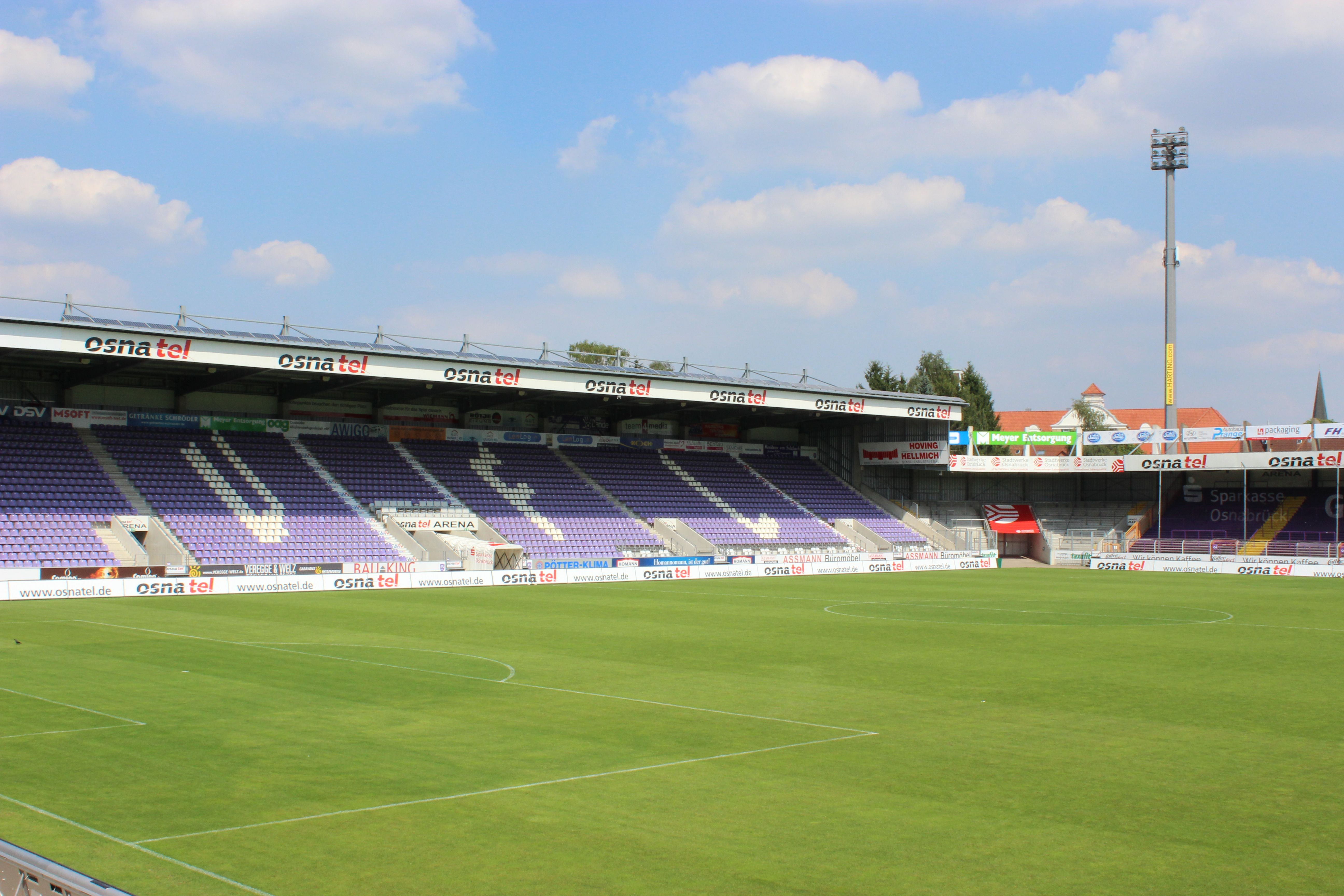
Die neue überdachte Nordtribüne, in der Kurve hinten rechts der sogenannte Affenfelsen
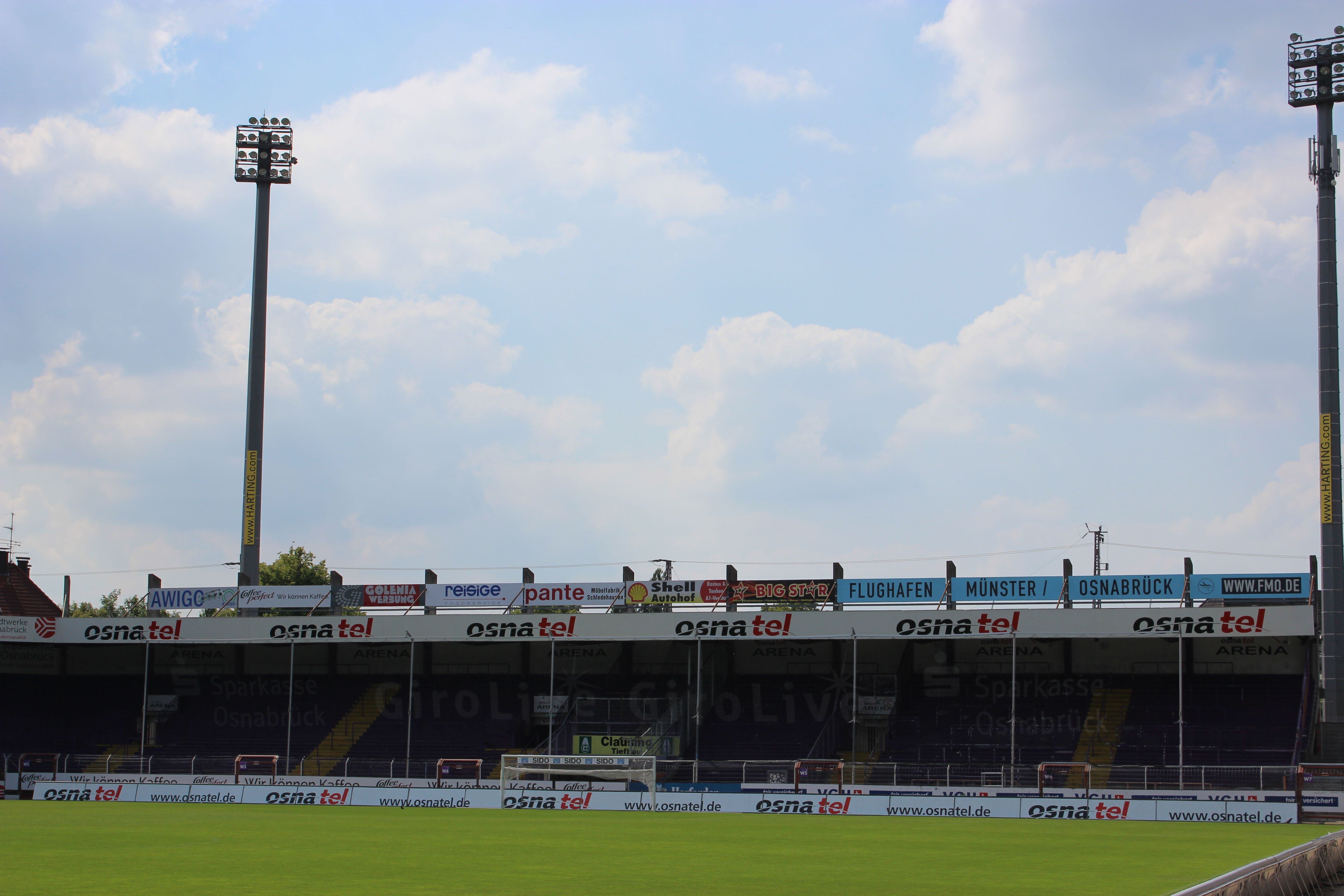
Westkurve, der rechte Teil beherbergt den Gästeblock, links unten die Kindertribüne
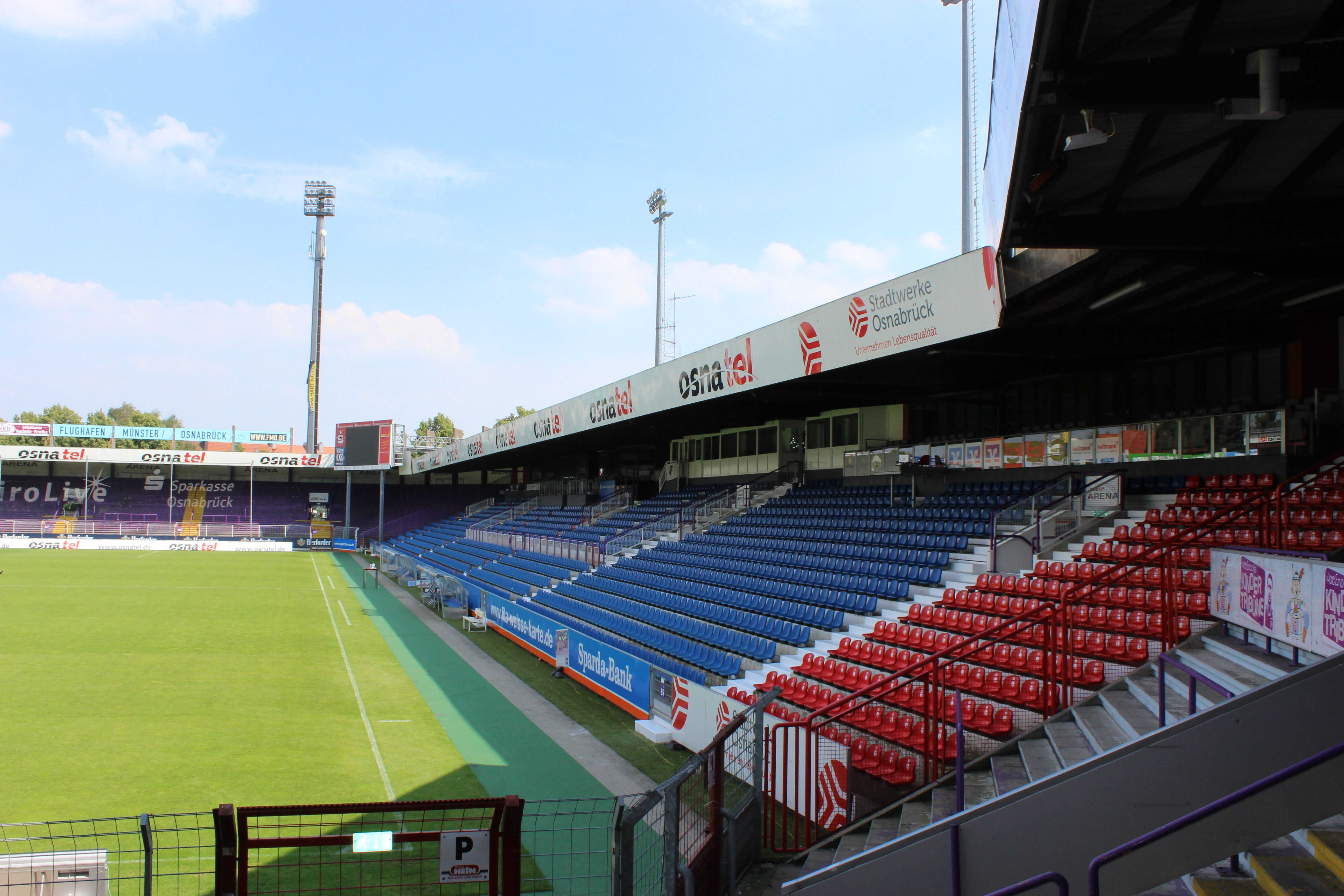
Südtribüne mit Sprecherkabine und V.I.P.-Bereich, vorne die Kindertribüne, dahinter mit roten Sitzen der Familienbereich
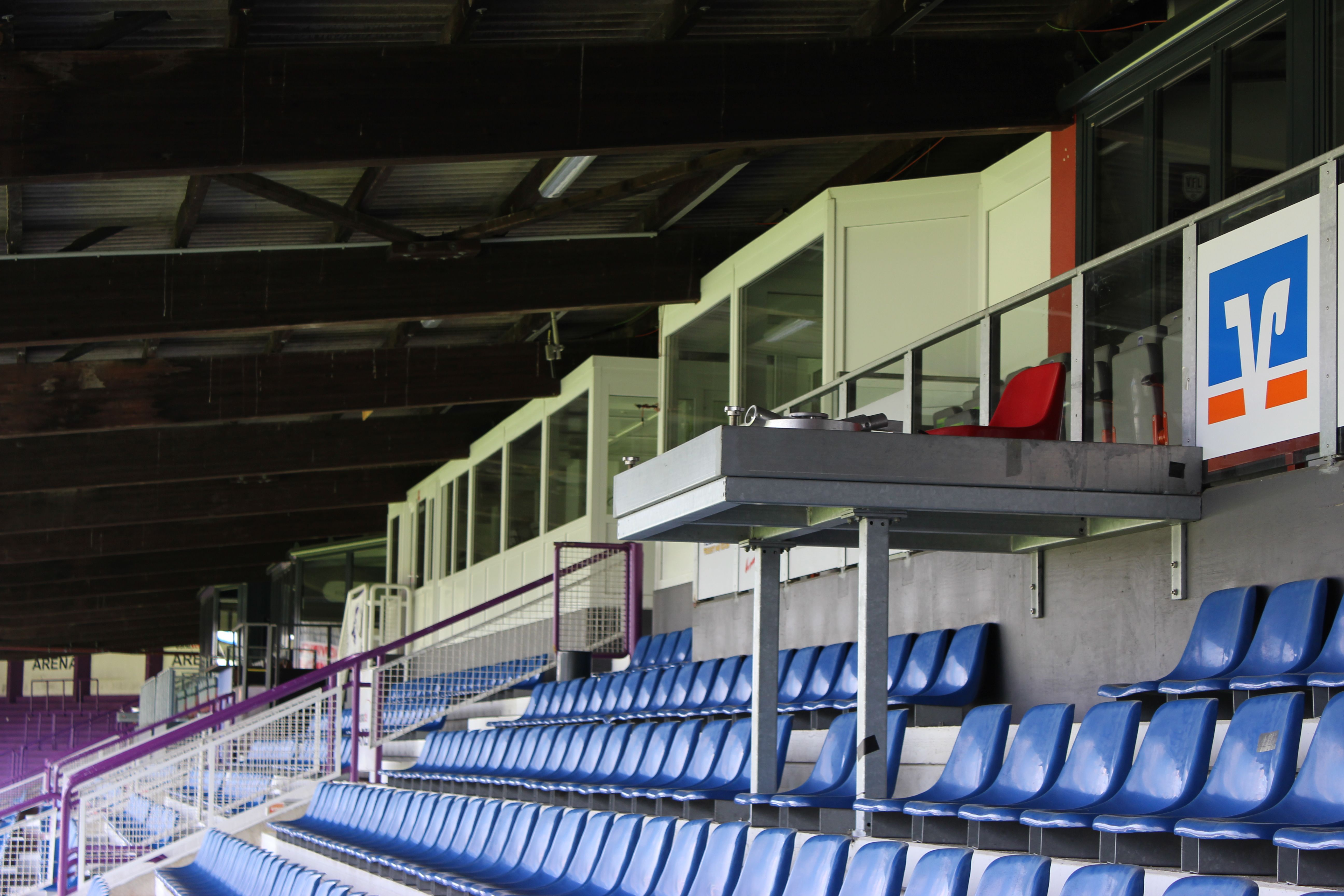
Logen, Sprecherkabinen, V.I.P.-Bereich und Kamerabühnen
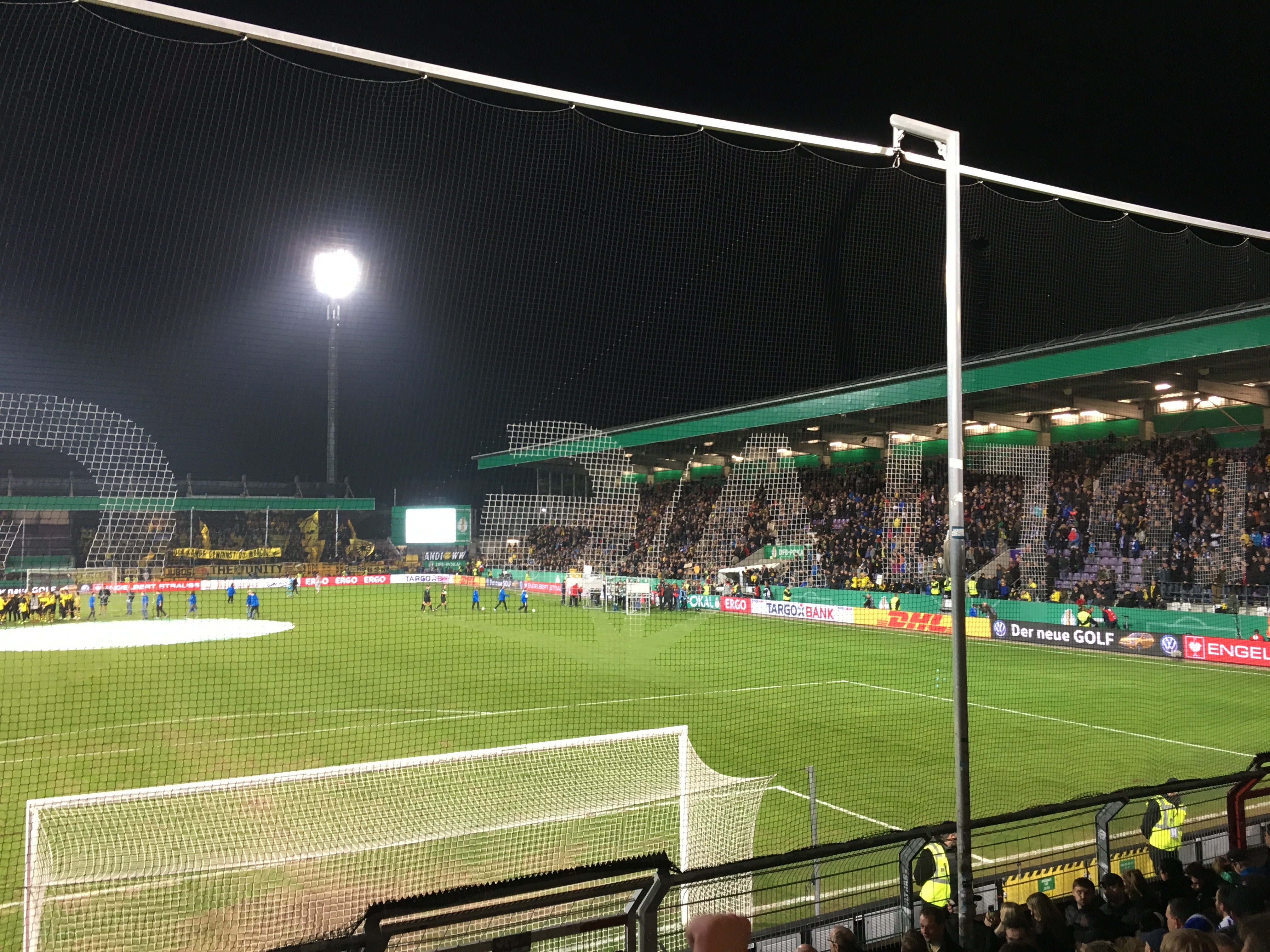
Die Bremer Brücke im Spiel der Sportfreunde Lotte gegen Borussia Dortmund im Viertelfinale des DFB-Pokals 2016/17
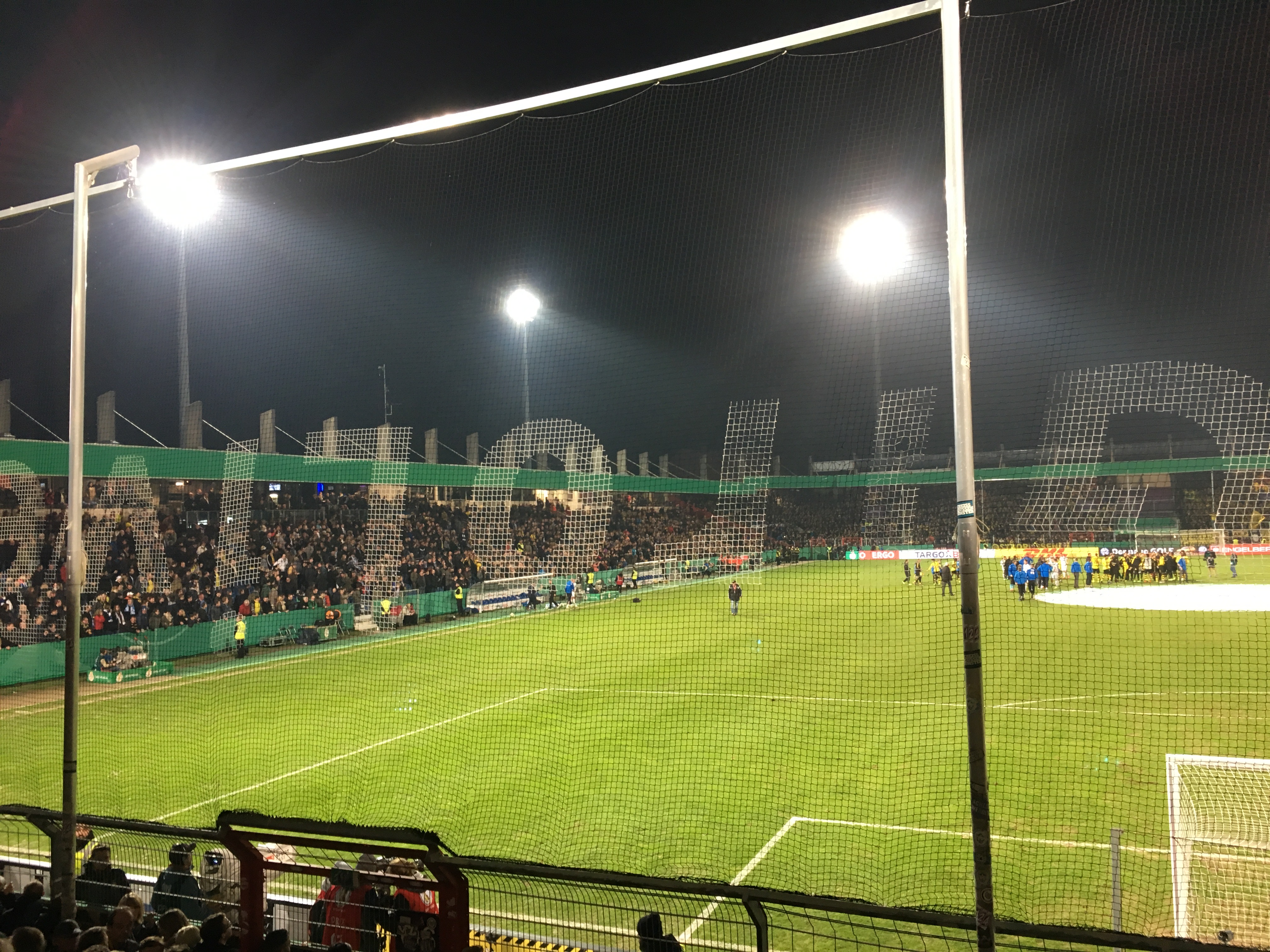
Die Bremer Brücke im Spiel der Sportfreunde Lotte gegen Borussia Dortmund im Viertelfinale des DFB-Pokals 2016/17